# Combat de Cacabelos
Guerre d'Espagne
Batailles
- Durango (10-1808)
- Balmaseda (11-1808)
- Burgos (11-1808)
- Roses (11-1808)
- Espinosa (11-1808)
- Tudela (11-1808)
- Bubierca (11-1808)
- Somosierra (11-1808)
- Cardedeu (12-1808)
- Saragosse (12-1808)
- 1re Molins de Rei (12-1808)
- Sahagún (12-1808)
- Benavente (12-1808)
- Mansilla (12-1808)
- Castelló d'Empúries (01-1809)
- Cacabelos (01-1809)
- Lugo (01-1809)
- Zamora (01-1809)
- Astorga (01-1809)
- La Corogne (01-1809)

Le combat de Cacabelos se déroule le 3 janvier 1809 à Cacabelos, pendant la guerre d'Espagne. L'arrière-garde de l'armée britannique du général Moore, commandée par le général Edward Paget, y repousse les attaques françaises. Le soir, les Anglais peuvent poursuivre leur retraite vers La Corogne. C'est au cours de cet engagement que le général Colbert-Chabanais est tué.

## Contexte
Après avoir tenté une offensive sur le corps de Soult dispersé au nord-ouest de l'Espagne, l'armée de Moore craint de se faire envelopper par Napoléon qui traverse la sierra de Guadarrama en plein hiver. L'armée britannique amorce alors sa retraite vers la Galice le 24 décembre 1808.
Soult et Napoléon font leur jonction à Astorga le 1er janvier 1809. L'Empereur décide de confier la poursuite de l'armée anglaise, qui emprunte la grande route vers La Corogne, au duc de Dalmatie et retourne vers Valladolid puis la France.

## Forces en présences

### Armée britannique
Le général Edward Paget commande l'arrière-garde de l'armée britannique. Il dispose de cinq bataillons d'infanterie, tirés des 28e, 52e, 95e, 20e et 91e régiments d'infanterie, et d'une batterie d'artillerie,. Pigeard indique également la présence d'un régiment de cavalerie. L'ensemble se monte à environ 3 000 hommes pour Smith.

### Armée française
Les forces françaises arrivent de manière progressive sur le champ de bataille. Dans un premier temps, c'est la brigade de cavalerie légère du général Auguste François-Marie de Colbert-Chabanais (3e hussards et 15e chasseurs), forte d'environ 600 hommes, qui engage le combat. Elle est ensuite renforcée par la division de dragons du général Étienne Heudelet de Bierre (17e, 18e, 19e et 27e régiments de dragons), forte d'environ 1 000 hommes et par l'infanterie de la division du général Pierre Hugues Victoire Merle, qui rassemble environ 4 500 hommes.

## Conséquences
Les Anglais comptent 48 prisonniers et 120 tués et blessés,. À la nuit, ils peuvent évacuer le champ de bataille et retraiter sans être inquiétés.
Dans le premier assaut, les Français perdent 70 tués et blessés, dont le général Colbert, auxquels s'ajoutent environ 120 tués et blessés lors de l'assaut du soir.